# Belmont (Isère)
Belmont település Franciaországban, Isère megyében. Lakosainak száma 624 fő (2022. január 1.). Belmont Biol, Bizonnes, Eclose-Badinières, Flachères, Montrevel és Saint-Didier-de-Bizonnes községekkel határos.

## Népesség
A település népességének változása:
| Lakosok száma | 196  | 199  | 214  | 403  | 526  | 582  | 598  | 599  | 599  | 624  |
|               | 1968 | 1982 | 1990 | 2006 | 2013 | 2015 | 2017 | 2019 | 2020 | 2022 |